# Калмикія

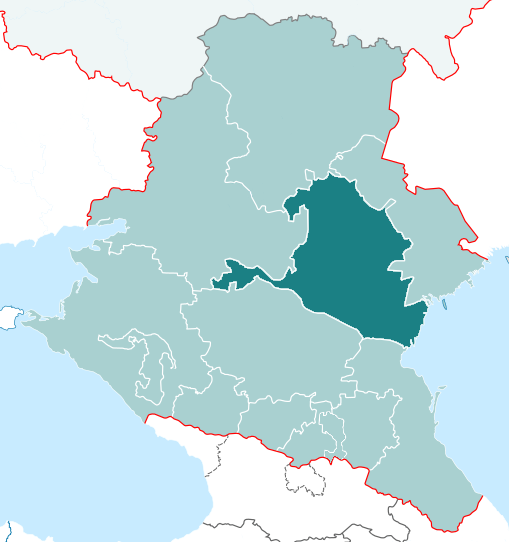
Калмикія у сучасних кордонах

Респу́бліка Калми́кія (Калмиччина, Кімличчина; рос. Респу́блика Калмы́кия; калм. Хальмг Таңһч) — суб'єкт Російської Федерації, входить до складу Південного федерального округу. Столиця — м. Еліста.
Населення — 266 770 чол. (2024).
Межує на півдні зі Ставропольським краєм, на південному сході — з Республікою Дагестан, на півночі — з Волгоградською областю, на північному сході — з Астраханською областю, на заході — з Ростовською областю.
Датою утворення республіки може вважатися 4 листопада 1920 року, коли була прийнята спільна постанова ВЦВК і РНК РРФСР, опублікована за підписами М. І. Калініна і В. І. Леніна, про утворення Автономної області калмицького народу.

## Географія

### Географічне положення
Республіка Калмикія розташовується на півдні європейської частини Росії. Довжина території з півночі на південь — 448 км, із заходу на схід — 423 км.
Республіка розташована переважно в природній зоні напівпустель, які у східному напрямку поступово переходять у пустелі, займає територію із загальною площею 75,9 тис. км², що більше території таких держав в Західній Європі як Бельгія, Данія, Швейцарія і Нідерланди. Республіка знаходиться на південному сході європейської частини Російської Федерації. Її координати становлять 44° 50' і 40° 10' східної довготи і 41° 40' і 47° 35' північної широти.
На території Калмикії умовно виділяються три природно-господарські зони: західну, центральну й східну. Західна зона охоплює території Городовиковського і Яшалтинського районів, центральна зона — території Малодербетовського, Сарпинського, Кетченерівського, Цілинного, Приютненського й Ікі-Бурульського районів, східна — території Октябрського, Юстинського, Яшкульського, Чорноземельського й Лаганського районів. Найсприятливішою за ґрунтово-кліматичними умовами є західна зона.
Досить великою специфічною територією східної зони є так звані Чорні землі.
З півдня територія Калмикії обмежена Кумо-Маницькою западиною й річками Манич і Кума, у південно-східній частині омивається Каспійським морем, на північному сході на незначній ділянці межа республіки проходить річкою Волга, а на північно-заході розташована Єргенинська височина. У межах території республіки північна частина Прикаспійської низовини називається Сарпинською низовиною, а в її південній частині перебувають Чорні землі. Пануючим типом рельєфу республіки є рівнини.

### Корисні копалини
Є запаси вуглеводнів, основні розвідані й експлуатовані — Ікі-Бурульське й Єрмолинське родовища природного газу. Родовища відносяться до прикаспійської нафтогазоносної провінції.

### Клімат
Клімат республіки різко континентальний — літо спекотне й дуже сухе, зима малосніжна. Континентальність клімату істотно підсилюється із заходу на схід. Середні температури січня: від −7…–9 °C у південній і південно-західній її частині, до −10…–12 °C на півночі. Найнижчі температури іноді досягають −35 °C і нижче в північних районах. Особливістю клімату є значна тривалість сонячних днів у році — 280. Тривалість теплого періоду становить 240—275 днів. Середні температури липня становлять +25…+27 °C. Абсолютний максимум температури в спекотні роки досягає +40…+45 °C.
Підвищення температури повітря спостерігається з півночі на південь і південний схід території республіки. У зимовий період бувають відлиги, в окремі дні — заметілі, іноді, утворюється ожеледь, що завдає шкоди сільському господарству, викликаючи зледеніння травостою пасовищ й озимих культур.
Специфічною особливістю території республіки є посухи й суховії: улітку бувають до 120 суховійних днів. Регіон є найбільш посушливим на півдні європейської частини Росії. Річна кількість опадів становить 210—340 мм. За умовами вологозабезпеченості в республіці виділяються чотири основних агрокліматичних райони: дуже сухий, сухий, дуже посушливий, посушливий.
Завдяки поширеності зон сильних вітрів регіон володіє значними вітроенергоресурсами, реалізованими лише у розмірі 3—5 млн кВт·год/рік на Калмицькій ВЕС.

### Гідрографія
У північно-східній частині республіки протікає річка Волга (12 км). На півдні республіки на межі зі Ставропольським краєм розташоване Чограйське водосховище, на сході — Каспійське море, територія прибережної зони становить 1,4 тис. км².

#### Річки
- Кума
- Манич
- Волга

#### Озера
- Манич-Гуділо
- Сарпинські озера
- Состинські озера

### Ґрунти
На заході — родючі темнокаштанові, в центральній частині світлокаштанові з обширними ділянками солонців, на сході — бурі пустинно-степові (переважно піщані) ґрунти з ділянками солонців.

### Тваринний і рослинний світ
На території республіки живуть близько 60 видів ссавців. На водоймах Калмикії гніздяться близько 130 видів птахів і понад 50 видів зустрічаються під час сезонних міграцій. 20 видів плазунів і 3 види земноводних. У межах республіки відзначено 23 види птахів, занесених у Червону книгу Російської Федерації.
Чисельність популяції сагайдака коливається від 270 тис. до 400 тис. голів.
Територія республіки знаходиться у зоні напівпустелі, характерною рисою якої є комплектність рослинного покриву, що проявляється в сполученні степових і пустельних ділянок, і є самим безлісним регіоном Російської Федерації.

## Історія Калмикії

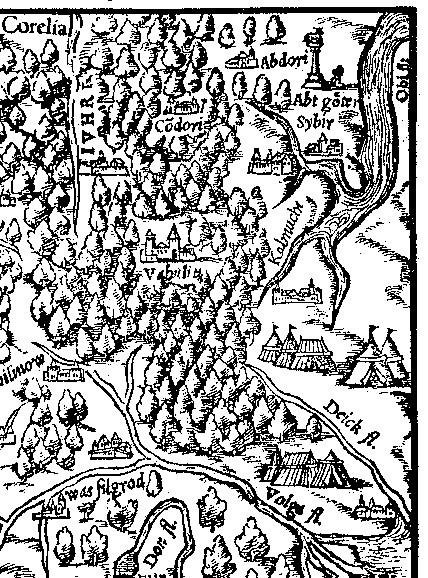
Мапа з атласу «Cosmographia» (1544 р.) Себастьяна Мюнстера (1488—1552) є одним з найбільш ранніх згадок про калмиків в західноєвропейських історичних джерелах

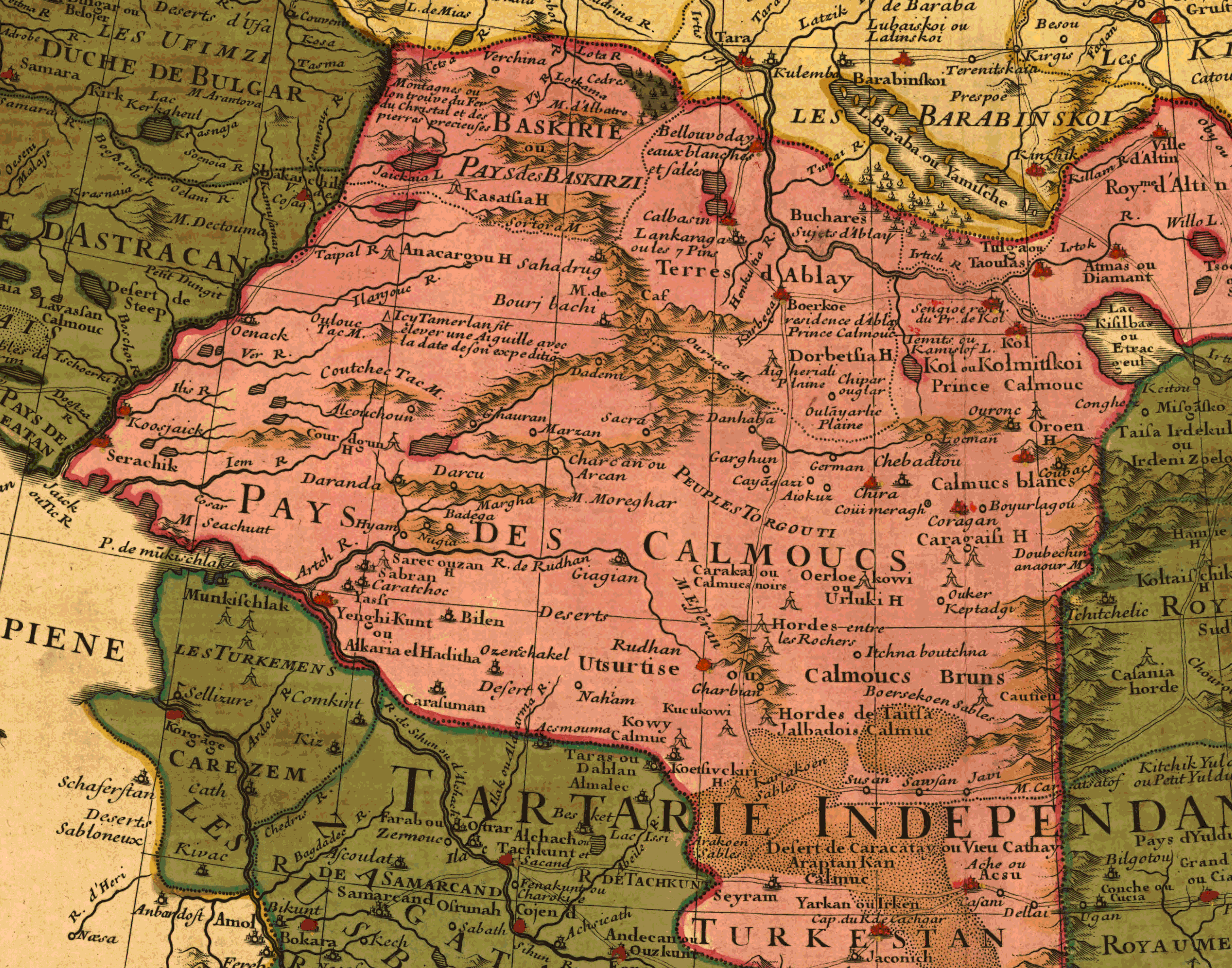
Фрагмент мапи Великої Тартарії («Carte de Tartarie», Guillaume de L'Isle (1675—1726)), складеної в 1706 році, що нині зберігається в Колекції Карт Бібліотеки Конгресу США

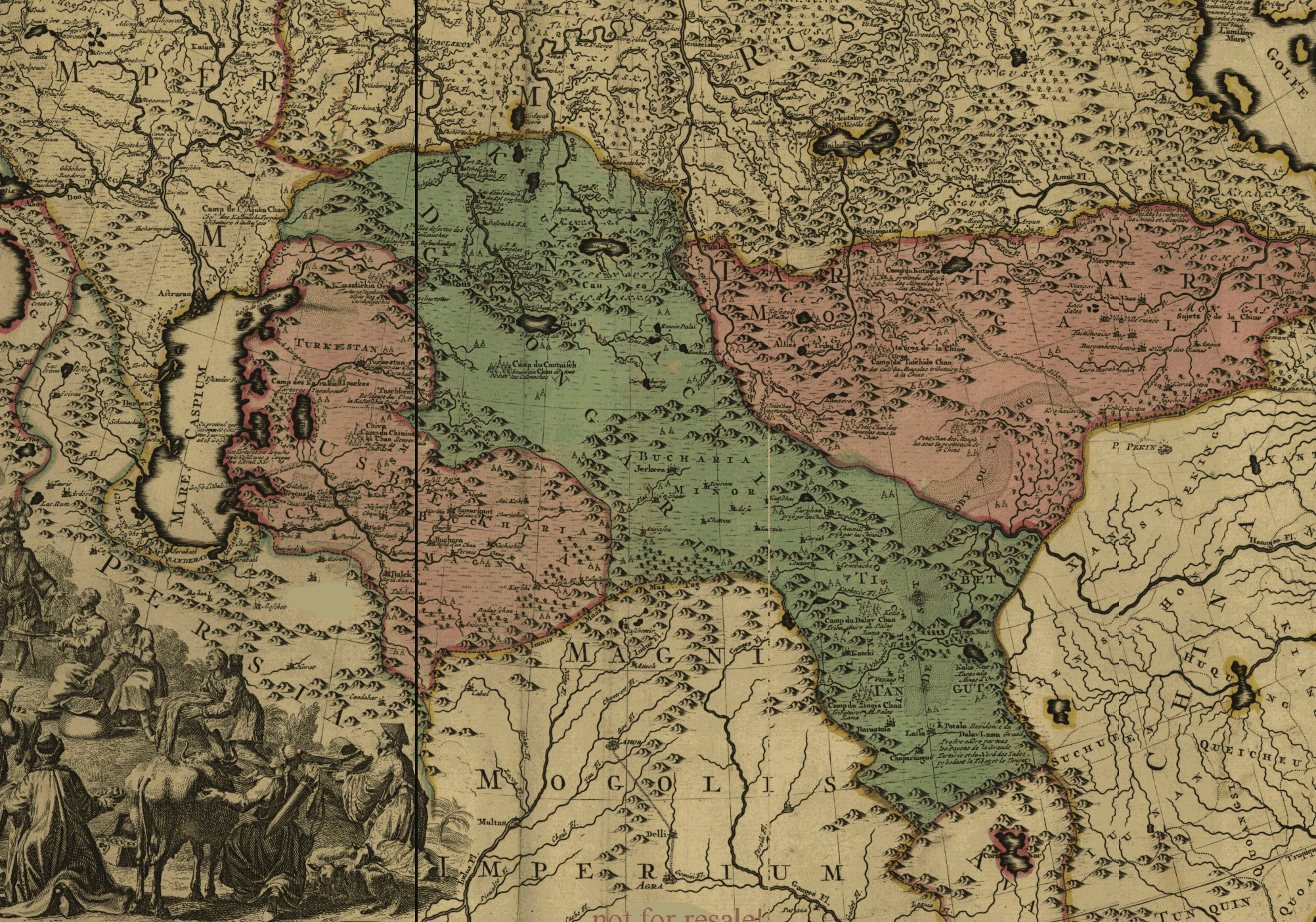
Фрагмент мапи Російської Імперії, складеної полоненими шведськими офіцерами приблизно в 1720—1725 роках. Серед держав, що оточують Росію, зеленим кольором виділена Калмицька держава, звана деякими істориками Джунгарськім ханством

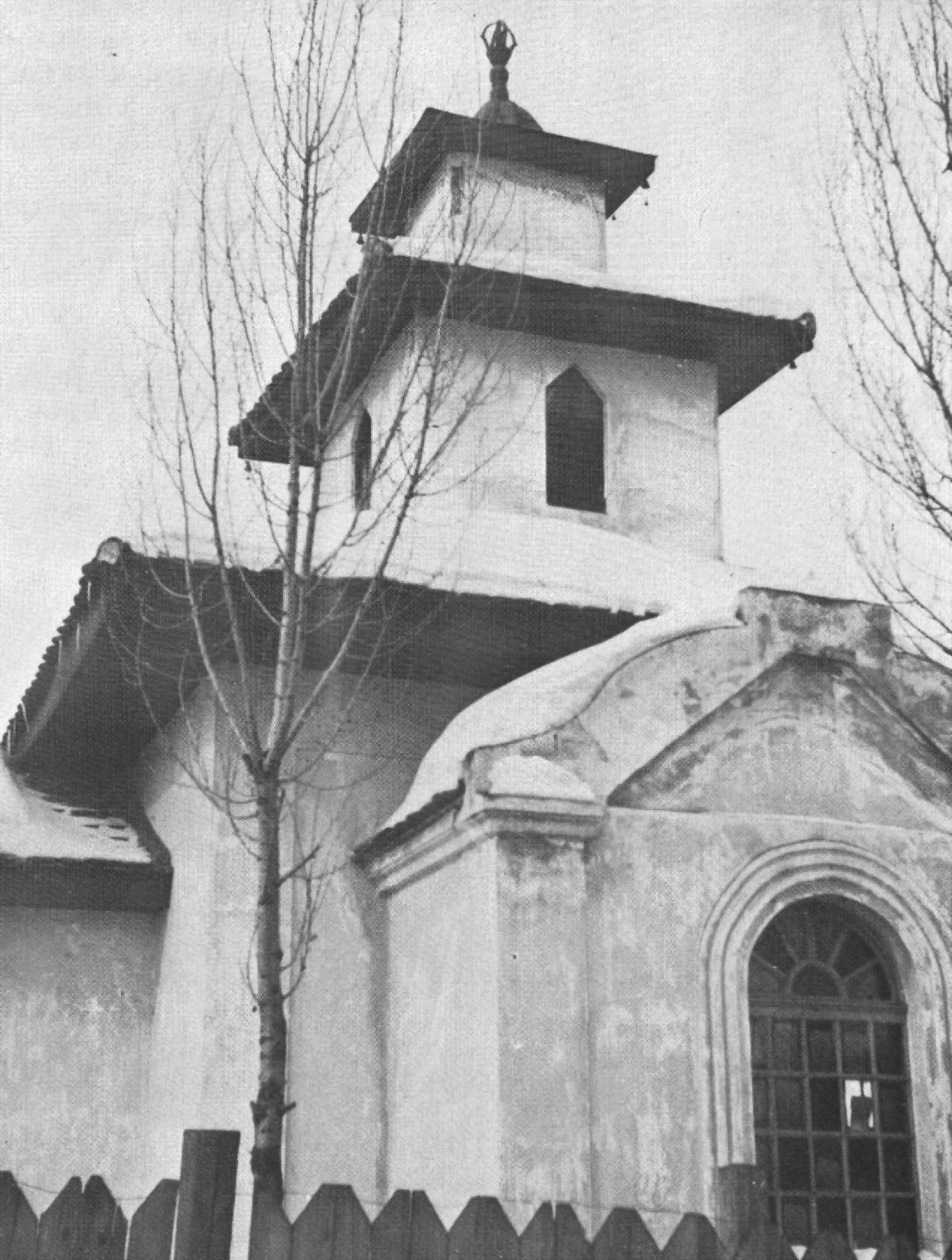
Калмицький буддійський храм у Белграді

Калмик (від калмицького «хальмг») — означає той, що «залишився», «відокремився». Так західні тюрки називали своїх східних сусідів, що жили на схід від Іртиша, на Алтаї і навколо нього.

### Період доXVI століття
Калмики широко згадуються у зв'язку з піднесенням легендарного завойовника Тимура. Згідно з біографами Тимура, його молодість пройшла в боротьбі з калмиками (гетами), що окупували його країну. Змужнілий Тимур виганяє завойовників калмиків-гетів зі своєї країни й починає походи на захід і південь. Англійські дослідники XVIII століття ототожнюють гетів-калмиків часів Тимура з массагетами античних часів, що зупинили просування Олександра Македонського в Центральній Азії. Калмики також згадуються в добутку «Чингиз Наме», яке традиційно датується XIII століттям.

### XVI століття
Перші відомі згадування про калмиків у російських джерелах з'являються до початку XVI століття, за часів царювання Олени Глінської. Себастьян Мюнстер (1488—1552), що видав свою «Космографію» в 1544 році, одержав відомості про калмиків з російських джерел.

### XVII століття
У XVI—XVII століттях, у результаті потужної експансії, калмики зайняли величезні території від Дону до Єнісею по широті й від Уралу до меж Індії по довготі. В 1640 році на з'їзді калмицьких (ойратських) ханів у передгір'ях Тарбагатайського гірського хребта був прийнятий загальнокалмицький (ойратський) звід законів Ікі Цааджин Бічік (традиційно перекладається як «Велике Степове Укладення») який інституалізував єдиний правовий простір від Кавказу до меж Індії.
Найбільша імперія кочівників нового часу відома зараз за назвою Джунгарське ханство. Сучасна Калмикія є, фактично, осколком цієї держави.
В 1698 р. під час правління хана Аюки відбувся розрив волзьких калмиків із Джунгарією. Утворилося самостійне Калмицьке ханство. Після смерті Аюки, Калмицьке ханство попадає в залежність від Росії.

### XVIII століття
У Європі волзькі калмики беруть участь у всіх війнах, які веде Росія. В Азії калмики ведуть війни з маньчжурським Китаєм, що не припиняються, і монголами, що встали на китайську сторону за контроль над Тибетом і територією нинішньої Монголії.
У 1759 році після смерті останнього хана незалежної Калмицької держави «Давачи», маньчжурський Китай завойовує й анексує більшу частину території Калмицької держави. Частину, яка залишилася, приєднує до себе Росія.
У 1771 році більша частина калмиків повернулася з Волги на Джунгарську рівнину, нинішній китайський Сіньцзян.

### XIX століття
10 березня 1825 року царський уряд Росії видає Правила для керування калмицьким народом, згідно з якими калмицькі справи передавалися з відання Міністерства Закордонних Справ у відання Міністерства Внутрішніх Справ. Тобто 10 березня 1825 року відбулася остаточна анексія Калмикії Російською Імперією.

### XX століття
Під час Російської революції в Калмикії пройшли з'їзди калмицького народу, був створений Калмицький військовий уряд. Після визвольної боротьби близько тисячі калмиків опинилися в еміграції, де створили політичні організації та видання. Пізніше частина діаспори взяла участь у формуванні Калмицького національного комітету та Калмицького кавалерійського корпусу у нацистській Німеччині.
Після закінчення Громадянської війни калмики емігрували в Югославію, Болгарію, Францію й деякі інші країни. У Росії 4 листопада 1920, була утворена Калмицька АО, перетворена 20 жовтня 1935 в АРСР. У повоєнні часи більша частина діаспори переселилася до США.
Під час Німецько-радянської війни планувалося утворення Генерального комісаріату Калмикія, який би включав територію Калмицької АРСР, Астраханської області та південно-східну частину Ростовської області, входячи до складу Райхскомісаріату Кавказ. У грудні 1943 р. калмики за обвинуваченням у масовому зрадництві Радянської Батьківщини були депортовані в райони Сибіру: Алтайський, Красноярський краї, Томську, Омську области. Під час депортації загинуло більше третини народу.
Після ліквідації калмицької автономії й висилки всього калмицького народу в райони Сибіру в 1943 році, на дослідження калмицької історії була накладена негласна заборона. На момент депортації калмицького народу в 1943 році 10 калмикам було присвоєно звання Героя Радянського Союзу. Першим з калмиків дане звання отримав Ердні Деліков, покликаний з Кетченеровського улусу і полеглий смертю хоробрих на донській землі в 1942 р. При форсуванні Дніпра зробив подвиг Микола Санжиров, удостоєний звання Героя Радянського Союзу, загиблий потім при звільненні правобережної України.
Звання Героя був удостоєний видатний державний діяч калмик Б. Б. Городовіков. Б. Б. Городовіков на початку Німецько-радянської війни командував кавалерійським полком, потім став командувати дивізією. У червні 1944 року 184-та стрілецька Духовщинська дивізія під командуванням генерал-майора Городовікова у складі корпусу розгромила Вітебське угрупування супротивника. Форсувавши р. Німан, дивізія захопила плацдарм з подальшим його розширенням і поглибленням. Переслідуючи супротивника в західному напрямі, до межі з Східною Пруссією, дивізія 2 серпня 1944 року опанувала двома лініями оборони супротивника, 15 серпня у складі ударної групи атакувала ворога в районі Блюви-матерни. До 6 годин 17 серпня дивізія першої вийшла на державний кордон з Пруссією. 25 квітня 1945 року Б. Б. Городовікову присвоєне звання Героя Радянського Союзу.
Більше 700 дівчат Калмикії героїчно билися під Москвою, Сталінградом, у складі Каспійської флотилії, 28-ї Армії на території своєї республіки, 110-ю ОККД і на інших ділянках Другої Світової війни. Серед них: Марія Саранова, Валентина Капканова, Марія Бадалдаєва, Олександра Сангаджієва, Надія Дарбакова, Клавдія Гаряєва і ін. Покривши себе неув'янущою славою, віддали свої молоді життя.
У 1968 році Міністерство оборони СРСР опублікувало інформаційне повідомлення, в якому був приведений рейтинг «місць за героїзмом», в якому калмики зайняли друге місце з одним Героєм СРСР на 20 осіб. Перше місце зайняли осетини.
Згадування про калмиків були вилучені з енциклопедій і навіть художніх книг. А в академічних колах був «винайдений» новий народ — ойрати. Історія калмиків була штучно розділена на історію ойратів і історію калмиків.  Хоча обидві ці назви— «калмики» і «ойрати» є назвами того самого народу, перша назва — тюркського, а друга — монгольського походження.
Автономна республіка була скасована, а після реабілітації народу в 1956 удруге відтворена спочатку 9 січня 1957 як автономна область, а потім 29 липня 1958 як АРСР. В 1990 була прийнята декларація про суверенітет і перетворення Калмикії в союзну республіку (РСР). Прийняте в 1994 «Степове Укладення», назване так на згадку «конституції» Джунгарського ханства, визнало республіку суб'єктом і невід'ємною частиною Російської Федерації, одночасно декларуючи наступність по лінії Джунгарське ханство — Республіка Калмикія.

## Населення
Чисельність населення — 272,6 тис. осіб (2019). Щільність населення — 3,65 осіб/км² (2019), питома вага міського населення — 45,86 % (2019).
| Народ                                         | Чисельність, 2010, тис. (* [Архівовано 1 травня 2020 у Wayback Machine.]) |
| --------------------------------------------- | ------------------------------------------------------------------------- |
| Калмики                                       | 162,7 (57,4 %)                                                            |
| Росіяни                                       | 85,7 (30,2 %)                                                             |
| Даргинці                                      | 7,6 (2,7 %)                                                               |
| Турки                                         | 3,7 (1,3 %)                                                               |
| Чеченці                                       | 3,3 (1,2 %)                                                               |
| Аварці                                        | 2,4 (1,0 %)                                                               |
| Українці                                      | 1,5 (0,5 %)                                                               |
| Корейці                                       | 1,3 (0,5 %)                                                               |
| Німці                                         | 1,1 (0,3 %)                                                               |
| Татари                                        | 1,0 (0,3 %)                                                               |
| Показані народи з чисельністю понад 1000 осіб |                                                                           |

Станом на 1926 рік у Калмикії проживало 14,6 тисяч українців, що складало 10,3 % усього її населення, але вже в 1939 році кількість українців скоротилася до 1,1 тисячі. За цей самий період кількість росіян у Калмикії збільшилась від 15,2 тис. до 100,8 тис., а кількість самих калмиків лишилась майже незмінною відповідно 170,0 та 170,3 тисячі. Проте станом на 1959 рік кількість калмиків скоротилася до 64,9 тис., що дало змогу росіянам мати абсолютну більшість у населенні регіону 55,9 % (103,3 тис.) Відносну більшість росіяни зберігали до 1979 року, але згодом поступилися калмикам. Проте навіть у 2010 році калмикам не вдалося відновити свою популяцію до рівня 1939 року.

### Населені пункти
У столиці Елісті проживає третина населення Калмикії — 102 618 чол. (2019).

## Адміністративний поділ
У складі республіки 13 адміністративних районів і 102 сільради, 3 міста.
- Городовиковський район
- Ікі-Бурульський район
- Кетченерівський район
- Лаганський район
- Малодербетівський район
- Октябрський район
- Приютненський район
- Сарпинський район
- Цілинний район
- Чорноземельський район
- Юстінський район
- Яшалтінський район
- Яшкульський район

## Економіка
Валовий внутрішній продукт республіки: 9,7 млрд руб. (2005).
ВВП на душу населення — 33,6 тис. руб./люд. (2005) (один з найнижчих показників у Росії).
Бюджет республіки: приблизно $100 млн.
Річний видобуток нафти: 2005 р. — 246 тис. т, 2006 р. — 206 тис. т.
Річний видобуток природного газу: 2006 р. — 72 млн м³.
Річне виробництво зерна: 2000 р. — 228 тис. т, 2001 р. — 406 тис. тонн, 2002 р. — 432 тис. т, 2006 р. — 300 тис. т.
Річне виробництво шерсті: близько 9 тис. т.

## Культура
Культура калмицького народу унікальна як його історична доля. Її давній корінь — у глибині тисячолітньої історії кочових цивілізацій Центральної Азії. Буддизм приніс у культуру світло високої філософії, багатобічні знання, відточене віковими канонами мистецтво. Перлина калмицького фольклору — «Джангар», епічне оповідання про країну щастя й благоденства Бумбі у подвигах її богатирів. Перейнятий духом героїки і патріотизму, епос за своєю художньою цінністю належить до найкращих зразків уснопоетичної творчості. «Джангар» і рапсоди, що його виконували, користувалися величезною любов'ю та повагою в народі.
Культурне життя Калмикії сьогодні багатогранне й динамічне. Поети й прозаїки, композитори й режисери, художники й архітектори звертаються у своїй творчості до різних шкіл і напрямків світової класики, новітнім течіям модернізму. Останні роки характеризуються стійким інтересом до цінностей національних культур. У республіці діють національно-культурні центри слов'янських, казахських, корейських, німецьких, єврейський та інших народів Північного Кавказу. Домінують традиції культур калмицького та російського народів.